# Pehr Adlerfelt
Il Barone
Pher Adlerfelt (Svezia, 1680 – Stoccolma, 1743) è stato un militare svedese, fratello del ciambellano di corte Gustav Adlerfelt.
Fu nominato colonnello dell'esercito svedese nel 1712, barone nel 1720 e membro del Riksråd (il Consiglio della Corona) nel 1739.
Morì combattendo nel 1743, mentre difendeva Stoccolma dai Dalarnici.
| Controllo di autorità | VIAF (EN) 3286166360571607070004 · GND (DE) 1268159263 |